# Малі Селменці (пункт контролю)
48°30′49″ пн. ш. 22°9′40″ сх. д. / 48.51361° пн. ш. 22.16111° сх. д.
Малі́ Се́лменці — пункт пропуску через державний кордон України на кордоні із Словаччиною.
Розташований у Закарпатській області, Ужгородський район, в однойменному селі на автошляху Т 0705. Із словацького боку знаходиться пункт пропуску «Великі Селменці», в районі Михайлівці, Кошицький край, на автошляху місцевого значення у напрямку Вельких Капушан.
Вид пункту пропуску — пішохідний та для велосипедистів. Статус пункту пропуску — міжнародний, з 08.00 до 20.00 (за словацьким часом).
Характер перевезень — пасажирський (громадяни України, Словацької Республіки та держав Європейського економічного простору).
Пункт пропуску «Малі Селменці» може здійснювати лише радіологічний, митний та прикордонний контроль.
Пункт пропуску «Малі Селменці» входить до складу митного посту «Тиса» Чопської митниці. Код пункту пропуску — 30502 07 00 (17).

## Галерея

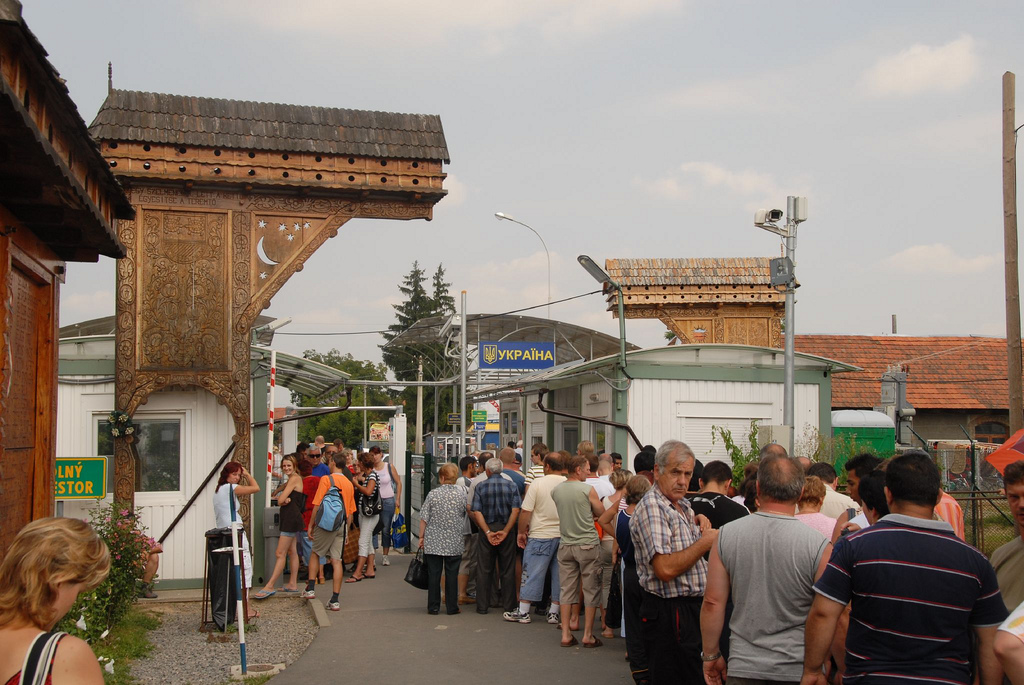

.